# インフェルノ (小説)
『インフェルノ』 (INFERNO) は、2013年にアメリカ合衆国において出版された、ダン・ブラウン著作の長編推理小説。『ロスト・シンボル』に次ぐ、「ロバート・ラングドン」シリーズの第4作である。2013年、角川書店から上下巻で発売された。現在角川文庫からも上中下巻で発売されている。2016年に日本語版で四宮豪と山口享佑子の朗読によるオーディオブックがデータ配信でAudibleにて配信。

## あらすじ
ハーバード大学教授のロバート・ラングドンが病院の一室で目を覚ました時、彼はここ数日間の記憶を失っていた。彼の最後の記憶はハーバード大のキャンパスを歩いている時のものであったが、直ぐに自分が今はフィレンツェにいることに気づく。担当医の一人であるシエナ・ブルックスは彼が記憶喪失に陥っているのだと告げる。そこに突然武装したヴァエンサが現れ、ロバートの病室めがけて発砲する。シエナはロバートの逃亡を手助けし、二人は彼女のアパートへ逃げ込む。
アパートでシエナから入院までの細かな経緯を聞いた後、ロバートは上着のポケットにバイオハザードの記号が印された円筒形の容器を見つけ、アメリカ領事館へ連絡を取る。すると領事館の方でも彼を探しているところであり、保護に向かう為に居場所を教えるよう言われる。シエナの助言に従い、彼は通りを挟んでアパートとは反対側の住所を教える。間もなくすると領事館に伝えた場所に銃を持ったヴァエンサが現れる。これを見たロバートとシエナはアメリカ政府がロバートの命を狙っていると思い込む。
ロバートは円筒形の容器の中に、古い骨でできた円筒形の小型プロジェクターを見つける。そのプロジェクターからはダンテの「インフェルノ」をモチーフとしたボッティチェリの「地獄の見取り図」が映像が映し出されるが、そこには一部修正が加えられていた。また、その映像の下には「真実は死者の目を通してのみ見える」と書かれていた。その時、武装した部隊がシエナのアパートのビルに突入してきた。
ロバートとシエナはプロジェクターの映像とダンテとの関係を探るためにオールド・シティに向かうが、そこでは地元警察と国家警察が橋を封鎖し彼らを探していた。ボーボリ庭園近くの建設現場でロバートは再度プロジェクターの映像を確認し、そこで "C-A-T-R-O-V-A-C-E-R" の10個の文字が「地獄の見取り図」の10層の各階層に1文字ずつ隠されていることに気付く。しかもこの階層順序は原本とは異なっており、これを正しく並べる事でこの10個の文字が "CERCA TROVA(探せよ、さらば見つかる)" というメッセージを成す事を発見する。ロバートはヴェッキオ宮殿にある、ヴァサーリが描いた絵画「マルチャーノの戦い」の中に同じ言葉が描かれている事を思い出す。ロバートとシエナは何とか追っ手を逃れ、ヴァサーリの回廊を使ってオールド・シティに入る。
「地獄の見取り図」の映像にあった「死者の目」の言葉と結び付く場所を示す手掛かりを見つけようと、ロバートは絵画「マルチャーノの戦い」の前に立っていた。それを見掛けた看守がヴェッキオ宮殿の管理人であるマルタ・アルヴァレスにロバートの存在を知らせる。マルタはその前夜、ドゥオーモ付属美術館の館長であるイニャツィオ・ブゾーニ、そしてロバートと会っていた。彼女はロバートとシエナを「マルチャーノの戦い」の掛かった場所の傍の階段に案内する。その時ロバートは、「マルチャーノの戦い」に描かれた "CERCA TROVA" という文字と階段の最上部が同じ高さにある事に気付く。マルタが言うところによればその前夜、彼女は「マルチャーノの戦い」が掛けられた場所から通じる廊下の先の部屋に展示されているダンテのデスマスクをロバートとイニャツィオに観せていた。ロバートは自分が自身の前夜の足取りを追っているという事に気付く。マルタはロバート、シエナをデスマスクの展示場所まで案内するが、マスクは消えていた。彼らは防犯カメラの映像で、ロバート自身とイニャツィオがマスクを持ち去ったのを確認する。警備員達がロバートとシエナを取り押さえ、マルタは事の次第を確かめるべくイニャツィオのオフィスに電話を掛ける。しかしそこでイニャツィオの秘書より、彼が心臓発作で亡くなり、その直前にロバートへの伝言を残していると伝えられる。そして秘書から伝えられたロバートへの伝言によれば、デスマスクが隠された場所は "パラダイス25" であるとなっていた。
ロバートとシエナは警備員達の手を逃れるがそこに武装兵達が到着し、二人は「コジモ・デ・メディチ1世の礼賛」の天井画の上の屋根裏を通って逃走する。この時、追ってきたヴァエンサをシエナが屋根裏から突き落とし、ヴァエンサは息絶える。ロバートは "パラダイス25" がダンテ「神曲」の「天国編」第25章を意味していると考え、その記述からデスマスクがサン・ジョヴァンニ洗礼堂に隠されている事を突き止める。そこで発見されたデスマスクには、マスクの現在の所有者である大富豪の遺伝学者ベルトラン・ゾブリストが残した謎のメッセージが刻まれていた。シエナの説明によれば、ゾブリストはWHOに対して彼らが現在の人口増加に対して有効な手段を講じていない現状を憂慮した上で人類の生殖の抑制を提唱しており、またその為の病原の開発に取り組んでいると噂されていた。二人は再び武装兵達に追い詰められるが、WHOの職員であると称するジョナサン・フェリスという男が二人の逃走を手助けする。この男は胸に大きな傷を隠し、顔は酷い発疹で覆われていた。三人はデスマスクに刻まれた謎を解くべくヴェネチアに向かうが、そこで突然フェリスが意識を失う。シエナの診立てではフェリスは大量の内出血を起こしており、ラングドンはフェリスがゾブリストが開発したウィルスに感染しているのではと疑う。ロバートは黒服をまとった武装兵達に捕らえられ、その間にシエナは逃走する。
ロバートはWHOの事務局長であるエリザベス・シンスキーの元へ連行され、次の通り事の詳細を聞かされる。WHOは一週間前に自殺で命の絶った、ダンテの熱狂的信奉者でもあるゾブリストが世界人口の大部分を死に追いやる病原菌を開発したと睨んでいた。彼がこの病気の蔓延による「最後の審判」をもって、差し迫った地球の人口爆発の解決を図ろうとしている、というのである。エリザベスはゾブリストの貸金庫を差し押さえ、そこで円筒形のプロジェクターを発見し、謎を解くためにロバートをフィレンツェに遣わした。しかし、ロバートがマルタ、イニャツィオらと会って以降、彼との連絡が取れなくなったため、WHOは彼が裏切り、ゾブリストに加担してウィルスを拡散するのではと疑い始めた。武装兵達の正体はWHOの緊急対応部隊であり、ロバートに向けられた刺客ではなかった。
ゾブリストは「大機構」と呼ばれる闇のコンサルティング会社を雇い、或る期日まで円筒形のプロジェクターを安全に保管する様に依頼していた。彼はまた、多数のダンテに関連する映像が引用された意味不明な動画ファイルを彼らに託していた。そこには徐々に溶解する容器に入った病原菌が水中に隠されている様子が描かれていた。動画は「明日には世界が一変する」と告げる内容のものだった。エリザベスがその古い骨でできた円筒形の物体を押収したとなれば、「大機構」はそれが指し示すものをWHOの手から守らなければならない。彼らはマルタ、イニャツィオらと会った直後にロバートを誘拐するが、彼は未だ全ての謎を解いてはいなかった。彼らはロバートにベンゾジアゼピンを投与して一旦過去数日の記憶を奪い、頭部の怪我を偽装し、彼を再び謎解きに仕向けるべく全てをでっち上げた。シエナ、ヴァエンサ、それにフェリスも全て「大機構」が作り上げた芝居の登場人物に過ぎなかった。アメリカ領事館との会話もそのシナリオの一部だった。「大機構」の総督はこの生物兵器テロ計画を知り、WHOに協力することを決断した。フェリスの発疹は彼が病院でヴァエンサに殺された（と見せかけた）医者に変装するために用いた接着剤に対する肌のアレルギー反応だった。また彼の怪我は、彼が胸を撃たれた事を演出する為に使用した爆竹が誤って爆発した故のものであった。彼がヴェネチアで倒れたのは、エリザベスと総督の指示で彼が自分を足止めしようとしていることに気付いたシエナが、怪我をした彼の胸に鉄拳を加えたせいであった。
想定外のシエナの逃走により、「大機構」はシエナがゾブリストのかつての恋人であり信奉者であることに気付く。ロバートの謎解きにより病原菌の隠し場所を知った彼女は専用機で一足先に現地に向かう。WHO、ロバート、そして「大機構」は彼女を止めようと団結する。彼らはゾブリストの動画から、病原菌の入った容器は動画の中で示唆された期日に完全に溶解するものと考えた。そしてこれまでのゾブリストの残した手掛かりはその場所がエンリコ・ダンドロが葬られたイスタンブールのアヤ・ソフィアである事を示していた。ロバート達は病原菌が地下宮殿に隠されている事を突き止めるが、既にシエナは到着していた。容器は既に破壊されており、旅行者を媒体として既に世界中に病原菌が蔓延していると思われた。シエナはトルコ語で何かを叫びながら地下宮殿から逃走し、それによってパニック状態となった旅行者達が一斉に宮殿から逃げ出す中、ロバートは彼女を追う。
容器を破壊したのはシエナでなかった。それは水溶性の容器で、地下宮殿の水中で一週間前に既に溶解していた。つまり、全世界は既に感染してしまっていたのである。ゾブリストが動画の中で示唆した期日は計算上、全世界に感染が行き渡る日だったのである。シエナはそれを単独で阻止しようとしたのだった。彼女は病原菌がWHOに接収され、いずれはそれが政府の兵器研究機関の手に渡る事を恐れていた。「大機構」の総督はWHOの元からの逃走を試みるがトルコ警察により囚われる。これにより「大機構」は取り調べの後に解体されることになるであろう。シエナはゾブリストの研究内容に関する豊富な知識を以ってWHOによる今回の件への危機対策策定に協力する事を条件に恩赦となった。
ゾブリストが開発した病原菌はウィルス・ヴェクターと呼ばれる遺伝子の突然変異を無作為に発生させるもので、感染者の三人に一人を不妊にするものであった。つまりこれにより地球の人口増加は抑制されるのである。シエナとエリザベスはこの蔓延してしまったゾブリストのウィルスの無効化策の策定を断念する。シエナはそれが仮にゾブリストのような天才を以ってしても非常に困難、かつ危険な事であると分かっていたし、またエリザベスもゾブリストの指摘していた人口爆発の危険性をよく認識していたのである。

## 登場人物
- ロバート・ラングドン：ハーヴァード大学教授。美術史と象徴学が専門。
- シエナ・ブルックス：金髪の女性医師。IQ208を誇る天才児だった。32歳。
- エンリーコ・マルコーニ：あご髭と口ひげを生やした男性医師。
- 総監：「大機構[1]」の最高責任者。依頼人から託された任務を遂行すべく指揮を執る。
- ヴァエンサ：ラングドンを追う、「大機構」上級現地隊員。
- ローレンス・ノールトン：「大機構」の上級調査員。依頼人から託された動画のアップロードを担当。
- クリストフ・ブリューダー：ラングドンを追う、監視対応支援（SRS）チーム隊長。
- エリザベス・シンスキー：世界保健機関（WHO）事務局長。銀髪の女性。61歳。
- ベルトラン・ゾブリスト：スイスの生化学者。遺伝子工学の天才であり、いくつもの特許により巨万の富を築きあげた。46歳。
- マルタ・アルヴァレス：ヴェッキオ宮殿職員。
- イニャツィオ・ブゾーニ：サンタ・マリア・デル・フィオーレ大聖堂（ドゥオーモ）付属美術館館長。
- ジョナサン・フェリス：WHO職員。

## 作品内に登場する観光名所
- ヴェッキオ宮殿
- ピッティ宮殿とボーボリ庭園
- ヴェッキオ橋
- ヴァザーリの回廊
- サンタ・マリア・デル・フィオーレ大聖堂
- サン・ジョヴァンニ洗礼堂
- ジョットの鐘楼
- サン・マルコ広場
- サン・マルコ大聖堂
- アヤソフィア
- イスタンブール地下宮殿

## 事実
世界的なヒットとなった『ダ・ヴィンチ・コード』は、冒頭に「この小説における芸術作品、建築物、文書、秘密儀式に関する記述は、すべて事実に基づいている」と記されていために、カトリック教会関係者から反発された。
本作品では、「この小説に登場する芸術作品、文学、科学、歴史に関する記述は、すべて現実のものである。」という文言とともに、「”大機構”は七つの国にオフィスを構える民間の組織である。安全とプライバシー保護の観点から、本作では名称を変更してある。」と冒頭に記されている。

## 関連項目

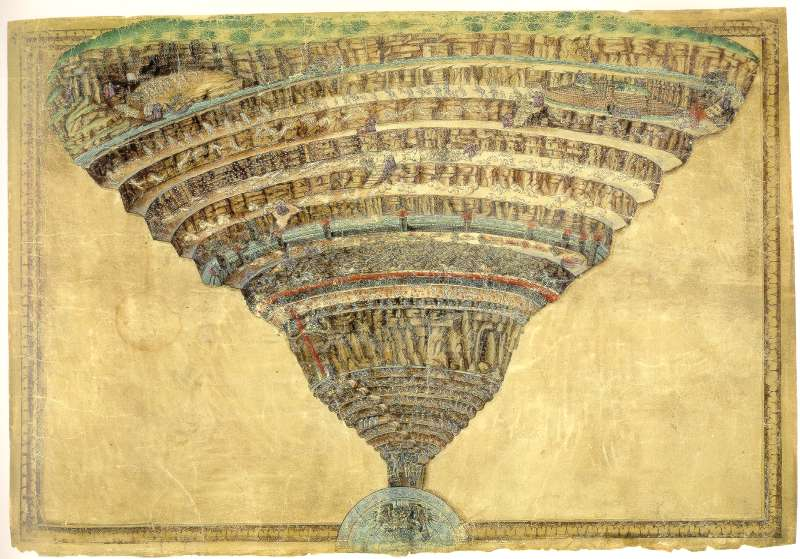
ボッティチェルリ『地獄の見取り図』